# Expedition 72
Expedition 72 è stata la 72ª missione di lunga durata verso la Stazione spaziale internazionale che è iniziata il 23 settembre 2024 con l'undocking della Sojuz MS-25 e si è conclusa il 20 aprile 2025. La missione è stata comandata fino al 7 marzo dall'astronauta NASA Sunita Williams e dal quel momento in poi dal cosmonauta Roscosmos Aleksej Ovčinin.

## Equipaggio
L'equipaggio era composto dai membri della SpaceX Crew-9 e della Sojuz MS-26. A causa delle problematiche riscontrate nella missione Boeing Crewed Flight Test, la missione di sei mesi della SpaceX Crew-8 venne estesa di un mese, fino ai primi di ottobre 2024. Ai primi di ottobre però l'undocking venne posticipato numerose volte per le condizioni meteorologiche avverse nella zona di ammaraggio, rendendo l'equipaggio della Crew-8 temporaneamente parte dell'Expedition 72. Il 12 marzo avvenne il lancio della SpaceX Crew-10 che raggiunse la ISS il giorno successivo, portando a undici i membri dell'equipaggio a bordo. Dopo qualche giorno per svolgere il passaggio di consegne tra Crew-9 e Crew-10, la Crew-9 fece ritorno sulla Terra.
|                  | Astronauta                                | 23 - 29 settembre 2024 | 29 settembre - 21 ottobre 2024 | 21 ottobre 2024 - 7 marzo 2025 | 7 - 13 marzo 2025 | 13 - 20 marzo 2025 |
| ---------------- | ----------------------------------------- | ---------------------- | ------------------------------ | ------------------------------ | ----------------- | ------------------ |
| Crew-9 (Boe-CFT) | Sunita Williams, NASA Terzo volo          | Comandante             | Comandante                     | Comandante                     | Ingegnere di volo | Ingegnere di volo  |
| Crew-9 (Boe-CFT) | Butch Wilmore, NASA Terzo volo            | Ingegnere di volo      | Ingegnere di volo              | Ingegnere di volo              | Ingegnere di volo | Ingegnere di volo  |
| Crew-8           | Matthew Dominick, NASA Primo volo         | Ingegnere di volo      | Ingegnere di volo              | Non a bordo                    | Non a bordo       | Non a bordo        |
| Crew-8           | Michael Barratt, NASA Terzo volo          | Ingegnere di volo      | Ingegnere di volo              | Non a bordo                    | Non a bordo       | Non a bordo        |
| Crew-8           | Jeanette Epps, NASA Primo volo            | Ingegnere di volo      | Ingegnere di volo              | Non a bordo                    | Non a bordo       | Non a bordo        |
| Crew-8           | Aleksandr Grebënkin, Roscosmos Primo volo | Ingegnere di volo      | Ingegnere di volo              | Non a bordo                    | Non a bordo       | Non a bordo        |
| MS-26            | Aleksej Ovčinin, Roscosmos Terzo volo     | Ingegnere di volo      | Ingegnere di volo              | Ingegnere di volo              | Comandante        | Comandante         |
| MS-26            | Ivan Vagner, Roscosmos Secondo volo       | Ingegnere di volo      | Ingegnere di volo              | Ingegnere di volo              | Ingegnere di volo | Ingegnere di volo  |
| MS-26            | Donald Pettit, NASA Quarto volo           | Ingegnere di volo      | Ingegnere di volo              | Ingegnere di volo              | Ingegnere di volo | Ingegnere di volo  |
| Crew-9           | Nick Hague, NASA Secondo volo             | Non a bordo            | Ingegnere di volo              | Ingegnere di volo              | Ingegnere di volo | Ingegnere di volo  |
| Crew-9           | Aleksandr Gorbunov, Roscosmos Primo volo  | Non a bordo            | Ingegnere di volo              | Ingegnere di volo              | Ingegnere di volo | Ingegnere di volo  |
| Crew-10          | Anne McClain, NASA Secondo volo           | Non a bordo            | Non a bordo                    | Non a bordo                    | Non a bordo       | Ingegnere di volo  |
| Crew-10          | Nichole Ayers, NASA Primo volo            | Non a bordo            | Non a bordo                    | Non a bordo                    | Non a bordo       | Ingegnere di volo  |
| Crew-10          | Takuya Onishi, JAXA Secondo volo          | Non a bordo            | Non a bordo                    | Non a bordo                    | Non a bordo       | Ingegnere di volo  |
| Crew-10          | Kirill Peskov, Roscosmos Primo volo       | Non a bordo            | Non a bordo                    | Non a bordo                    | Non a bordo       | Ingegnere di volo  |

## Eventi della missione

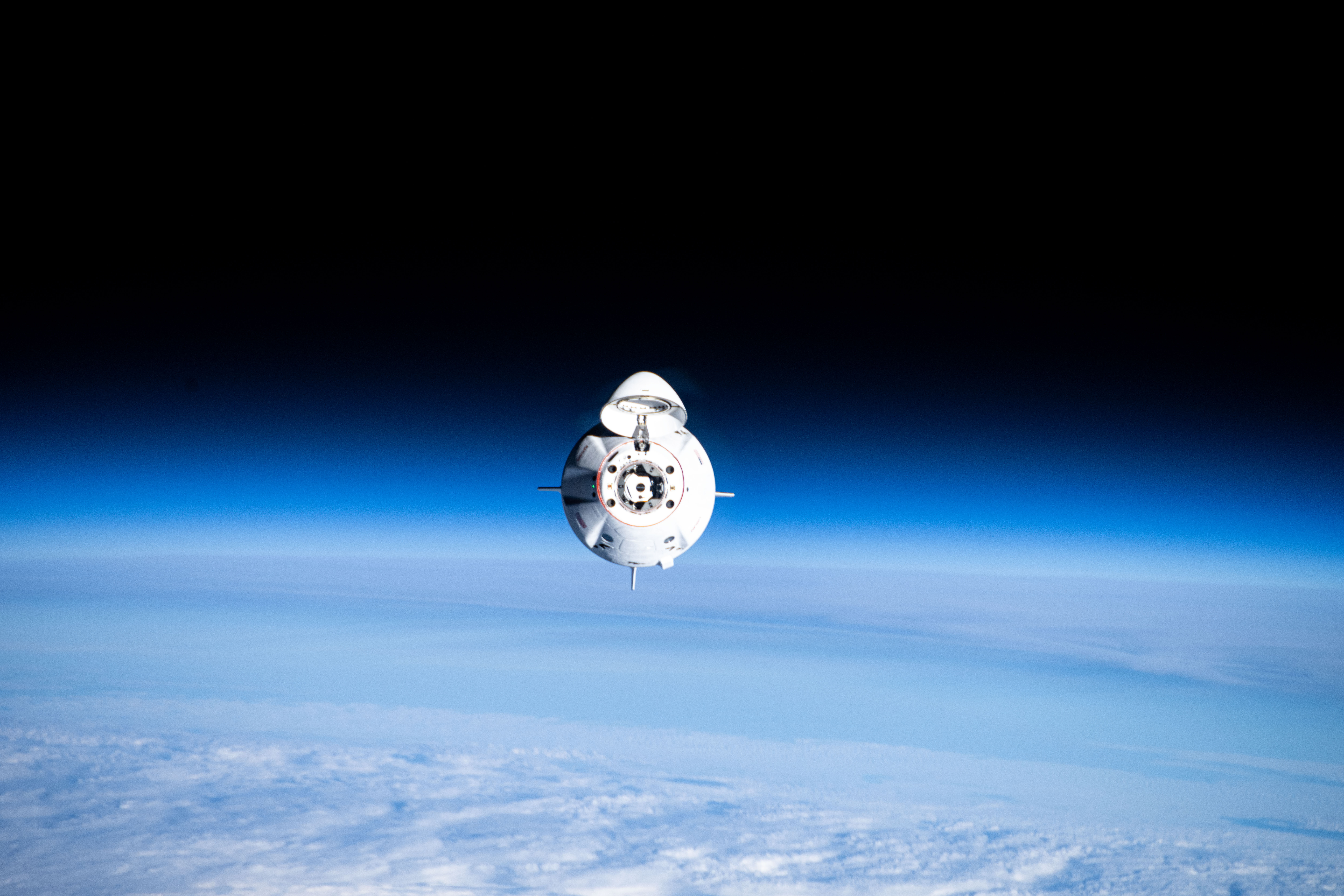
La Crew Dragon Freedom della Crew-9 durante il docking con la ISS

### Lancio e docking della SpaceX Crew-9
Il 28 settembre 2024 la navetta Crew Dragon Freedom della SpaceX Crew-9 venne lanciata su un lanciatore Falcon 9 con a bordo il comandante statunitense Nick Hague e lo specialista di missione russo Aleksandr Gorbunov. Dopo poco più di un giorno di viaggio, la Freedom eseguì un docking automatico al boccaporto anteriore del modulo Harmony del segmento orbitale americano (USOS) della Stazione spaziale internazionale. L'equipaggio originariamente era composto da quattro membri: la comandante Zena Cardman, il pilota Hague e gli specialisti di missione Stephanie Wilson e Gorbunov. Nell'agosto 2024 la NASA non reputò la navicella Starliner Calypso, con la quale vennero lanciati Butch Wilmore e Sunita Williams nel giugno 2024, idonea al rientro sulla Terra con astronauti a bordo. L'equipaggio della Crew-9 al lancio venne quindi ridotto a soli due membri per lasciare liberi due seggiolini al fine di riportare sulla Terra a febbraio 2025 i due astronauti della Starliner. Questa decisione portò al rinvio del lancio della Crew-9 da agosto a settembre 2024 per permettere ai due membri di prepararsi al meglio alle nuove responsabilità. Inoltre, per evitare di lasciare l'USOS con un solo astronauta e per eseguire il passaggio di consegne tra la Crew-8 e la Crew-9 sulla ISS, la missione della Crew-8 venne estesa anch'essa di un mese.

### Undocking e ammaraggio della SpaceX Crew-8
Il rientro sulla Terra della SpaceX Crew-8 era previsto inizialmente circa 10 giorni dopo il docking della Crew-9 per svolgere al meglio il passaggio di consegne. Questa data però venne rinviata numerose volte, fino al 23 ottobre quando la navicella Crew Dragon Endeavour eseguì un undocking automatico dal boccaporto zenith del modulo Harmony con il comandante Matthew Dominick, il pilota Michael Barratt e gli specialisti di missione Jeanette Epps e Aleksandr Grebënkin. Il giorno successivo la navicella ammarò al largo delle coste della Florida, completando una missione di quasi otto mesi. Poco dopo il rientro sulla Terra l'equipaggio venne mandato nell'ospedale Ascension Sacred Heart di Pensacola per precauzione; tre membri dell'equipaggio dopo ulteriori accertamenti lasciarono l'ospedale e fecero ritorno al Johnson Space Center mentre un astronauta NASA, la cui identità non venne rivelata per motivi di privacy, passò la notte in ospedale in condizioni stabili sotto osservazione. Il giorno successivo anche quest'ultimo astronauta lasciò l'ospedale per proseguire a casa il normale riadattamento all'ambiente terrestre.

### Cambio di boccaporto della SpaceX Crew-9
Il 3 novembre 2024, in preparazione per l'arrivo della missione di rifornimento SpaceX CRS-31, la Crew Dragon Freedom della SpaceX Crew-9 con a bordo gli astronauti Hague, Wilmore, Williams e il cosmonauta Gorbunov eseguì un undocking dal boccaporto anteriore di Harmony e un successivo docking 50 minuti dopo con il boccaporto zenith di Harmony. Questa operazione aveva come obiettivo liberare il boccaporto anteriore per la navicella Cargo Dragon; con l'ausilio del braccio robotico Canadarm2 è possibile raggiungere l'hardware situato all'interno del trunk della Cargo Dragon, cosa che non è possibile fare con la navicella agganciata nel boccaporto zenith. È necessario che l'intero equipaggio si trovi a bordo della navicella a loro assegnata perché, in ogni momento durante la permanenza della ISS ogni membro deve avere la possibilità di rifugiarsi all'interno della proprio navicella in caso di emergenza. Inoltre, nel caso in cui la navicella durante il cambio di boccaporto, per un qualche motivo, non fosse in grado di eseguire nuovamente l'undocking con la ISS, sarebbero costretti a fare ritorno sulla Terra e concludere anticipatamente la missione.

### Lancio e docking della Cargo Dragon CRS-31
Il 5 novembre 2024 la navetta Cargo Dragon SpaceX CRS-31 venne lanciata con successo dal Kennedy Space Center della NASA in Florida a bordo di un lanciatore Falcon 9. Il carico di 2700 kg comprendevano rifornimenti per l'equipaggio della Expedition 72, esperimenti scientifici e hardware per la ISS. Gli esperimenti scientifici più significativi erano un esperimento sul studiare il vento solare (CODEX), uno su del muschio antartico per valutare gli effetti della microgravità e delle radiazioni cosmiche sulle piante, uno per testare la saldatura a freddo dei metalli nello spazio e uno per analizzare i campioni stampati con una stampante 3D metallica. Il docking con la ISS avvenne 12 ore dopo, al boccaporto anteriore di Harmony. Rimase agganciata alla ISS per un mese e mezzo, fino al 16 dicembre 2024.

### Primo reboost della Cargo Dragon
L'8 novembre 2024 la Cargo Dragon SpaceX CRS-31 svolse la sua prima dimostrazione di reboost per la Stazione spaziale internazionale. I propulsori Draco della navicella vennero accesi per 12 minuti e 30 secondi per innalzare l'orbita della ISS che decade per l'attrito atmosferico. L'innalzamento dell'orbita è un'operazione fondamentale per mantenere operativa la ISS; questo compito veniva svolto nei primi anni della ISS modulo russo Zvezda e successivamente dalle navicelle cargo russe Progress. Dal giugno 2022 la navicella statunitense Cygnus eseguì diversi reboost, sebbene con capacità limitate, aiutando le Progress nelle attività di reboost della ISS. Avere più veicoli a disposizione per spostare la ISS è fondamentale visto che, sebbene gli innalzamenti dell'orbita siano programmati con largo anticipo per mantenere la ISS all'orbita prevista, possono accadere eventi d'emergenza in cui è necessario intervenire tempestivamente; uno di questi eventi è una possibile collisione tra un detrito spaziale e la ISS. In risposta a questo pericolo, se si ha abbastanza tempo a disposizione per pianificare e eseguire un reboost esso viene fatto, con la cosiddetta Pre-Determined Debris Avoidance Maneuver (PDAM). Nel caso in cui invece non ci sia abbastanza tempo allora l'equipaggio della ISS dovrà chiudere tutti i portelloni dei moduli della ISS e rifugiarsi ognuno nel proprio veicolo pronti a eseguire un undocking in caso di impatto. Naturalmente la seconda opzione mette l'equipaggio e la ISS in un pericolo maggiore rispetto all'eseguire un PDAM. Avere quindi uno o più veicoli in ogni momento agganciati alla ISS capaci di eseguire un reboost o PDAM è di fondamentale importanza per la sicurezza della ISS e del suo equipaggio. Sia le Cygnus che le Drago sono dotate di capacità di reboost limitate e quindi non sono ancora in grado di sostituire il lavoro svolto dalle Progress russe. Questo e i successivi reboost della Cargo Dragon serviranno inoltre a raccogliere dati in vista dello sviluppo del US Deorbit Vehicle (USDV) commissionato a SpaceX dalla NASA che avrà il compito di far deorbitare in sicurezza la ISS nel 2030.

### Undocking della Progress MS-27
Dopo aver completato con successo quasi sei mesi di permanenza sulla ISS, il 19 novembre 2024 la navicella russa Progress MS-27 eseguì un undocking dal modulo Poisk del segmento orbitale russo della Stazione spaziale internazionale, sotto la supervisione dei cosmonauti Aleksej Ovčinin e Ivan Vagner dal modulo Zvezda. Non essendo dotate di scudo termico, le navicelle Progress non posso far rientro sulla Terra intatte. Esse invece hanno il compito di smaltire i rifiuti prodotti dall'equipaggio sulla ISS e le attrezzature non più utili, bruciandole insieme alle navicelle durante il rientro atmosferico. Quattro ore dopo l'undocking infatti, la Progress MS-27 entrò in atmosfera dove iniziò a bruciare e disintegrarsi sopra i cieli dell'Oceano pacifico, concludendo con successo la missione.

### Esecuzione di un PDAM
Qualche ora dopo l'undocking della Progress MS-27, i controllori di volo di Roscosmos accesero i propulsori della Progress MS-28 per 5 minuti e 31 secondi al fine di innalzare l'orbita della ISS di 800 metri per allontanarla dalla traiettoria di alcuni detriti spaziali di un satellite meteorologico di difesa non più in uso. Senza eseguire la PDAM i detriti sarebbero passati a circa quattro chilometri dalla ISS, mettendo potenzialmente in pericolo la vita dell'equipaggio.

### Lancio e docking della Progress MS-29
A sostituire la navicella Progress appena rientrata fu la Progress MS-29 che venne lanciata il 21 novembre 2024 dal cosmodromo di Bajkonur con un carico di 2487 kg. Il carico comprendeva 1155 kg di hardware per i sistemi del segmento russo, esperimenti scientifici, provviste alimentari, vestiario e prodotti sanitari per l'equipaggio, 869 kg di carburante, 420 kg di acqua potabile e 43 kg di azoto per mantenere adeguata l'atmosfera interna della ISS. La navicella rimarrà agganciata per circa sei mesi, durante i quali verrà riempita di rifiuti e provvederà a innalzare ogni qualche mese l'orbita della ISS che decade costantemente per l'attrito atmosferico.

### Undocking e ammaraggio della Cargo Dragon CRS-31

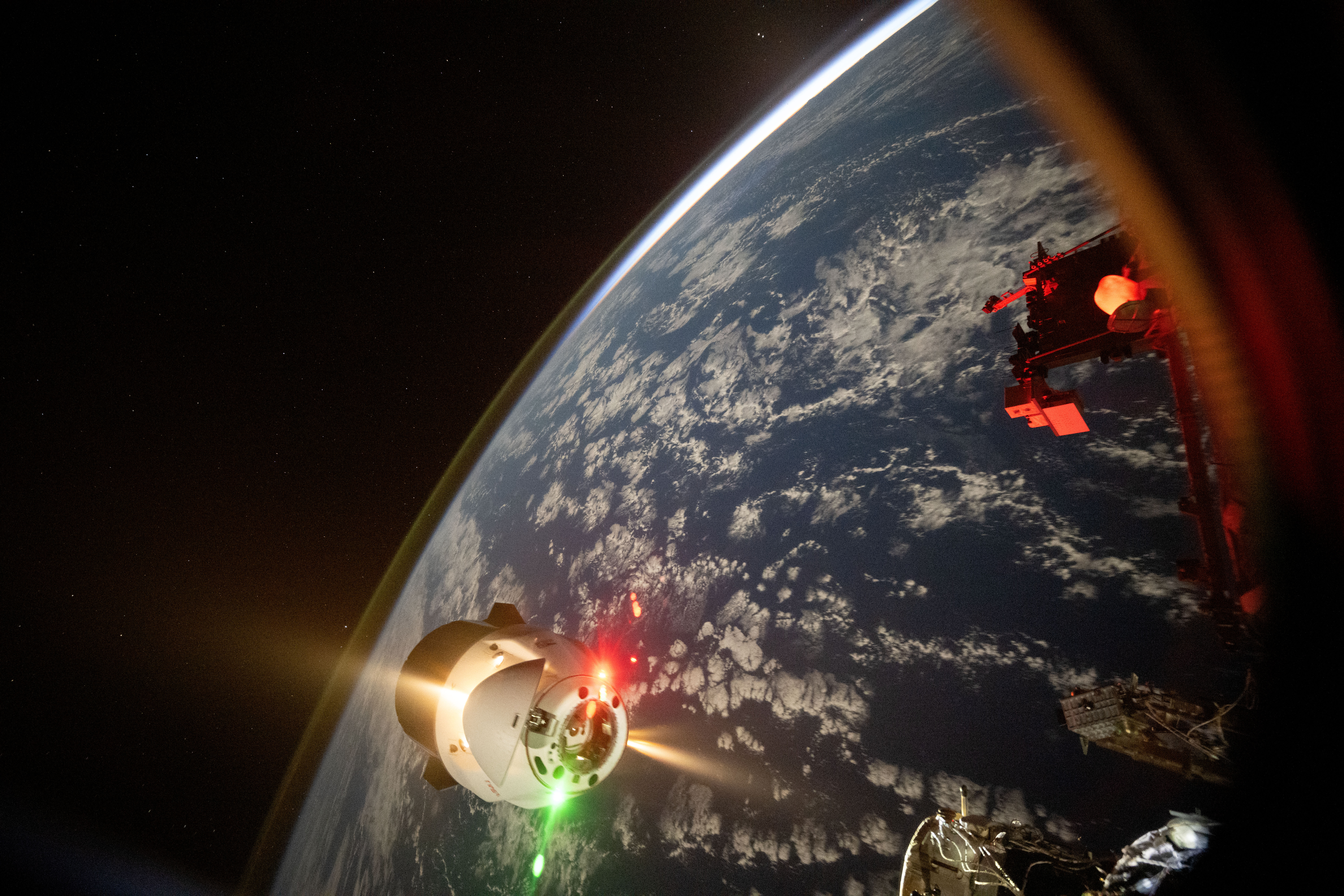
Undocking della Cargo Dragon CRS-31

Il 16 dicembre 2024 la navetta Cargo Dragon CRS-31, riempita di campioni scientifici e hardware da far rientrare a Terra, eseguì l'undocking con il modulo Harmony. Dopo aver ricevuto il comando di undocking dai controllori di volo di SpaceX, la navetta utilizzò i suoi propulsori per allontanarsi in sicurezza dalla ISS. A differenza della navicella Progress, la navicella Cargo Dragon è dotata di scudo termico ed è in grado di far ritorno integra sulla Terra. Entrambe le navicelle Progress e Dragon sono fondamentali le operazioni sulla ISS perché senza le Progress non sarebbe possibile liberarsi in modo sicuro dei rifiuti prodotti sulla ISS mentre senza la Dragon non sarebbe possibile riportare a Terra ogni qualche mese i campioni scientifici prodotti sulla ISS. La Cargo Dragon CRS-31 ammarò con successo il giorno successivo al largo delle coste della Florida, portando a Terra i campioni degli esperimenti GISMOS, SpaceTED, stampante 3D metallica ESA e diversi altri.

### EVA 1 (VDK-63)
Il 19 dicembre 2024, i cosmonauti Ovčinin e Vagner svolsero la prima attività extraveicolare (EVA) dell'Expedition 72, della durata di 7 ore e 17 minuti. Durante l'EVA venne installato lo spettrometro a raggi X SPIN-X1-MVN sulla superficie esterna del modulo Zvezda per monitorare le emissioni di raggi X, vennero rimossi gli esperimenti di esposizione "Test" ed "Endurance" conclusi, e rilocato il pannello di controllo esterno dell'European Robotic Arm (ERA). Il cosmonauta Gorbunov manovrò l'ERA da Nauka effettuando lo smaltimento di componenti elettronici obsoleti e contribuendo a ottimizzare lo spazio disponibile all'esterno della ISS.

### EVA 2 (US-91)
Il 16 gennaio 2025, gli astronauti Williams e Hague svolsero un'attività extraveicolare volta alla sostituzione di un gruppo giroscopio di velocità il quale aiuta a fornire il controllo dell'orientamento della stazione, situato sul traliccio centrale S0, la riparazione del telescopio NICER, la sostituzione di un riflettore di navigazione, e la preparazione per una successiva riparazione dell'Alpha Magnetic Spectrometer (AMS). L'EVA ha avuto una durata di 6 ore. 

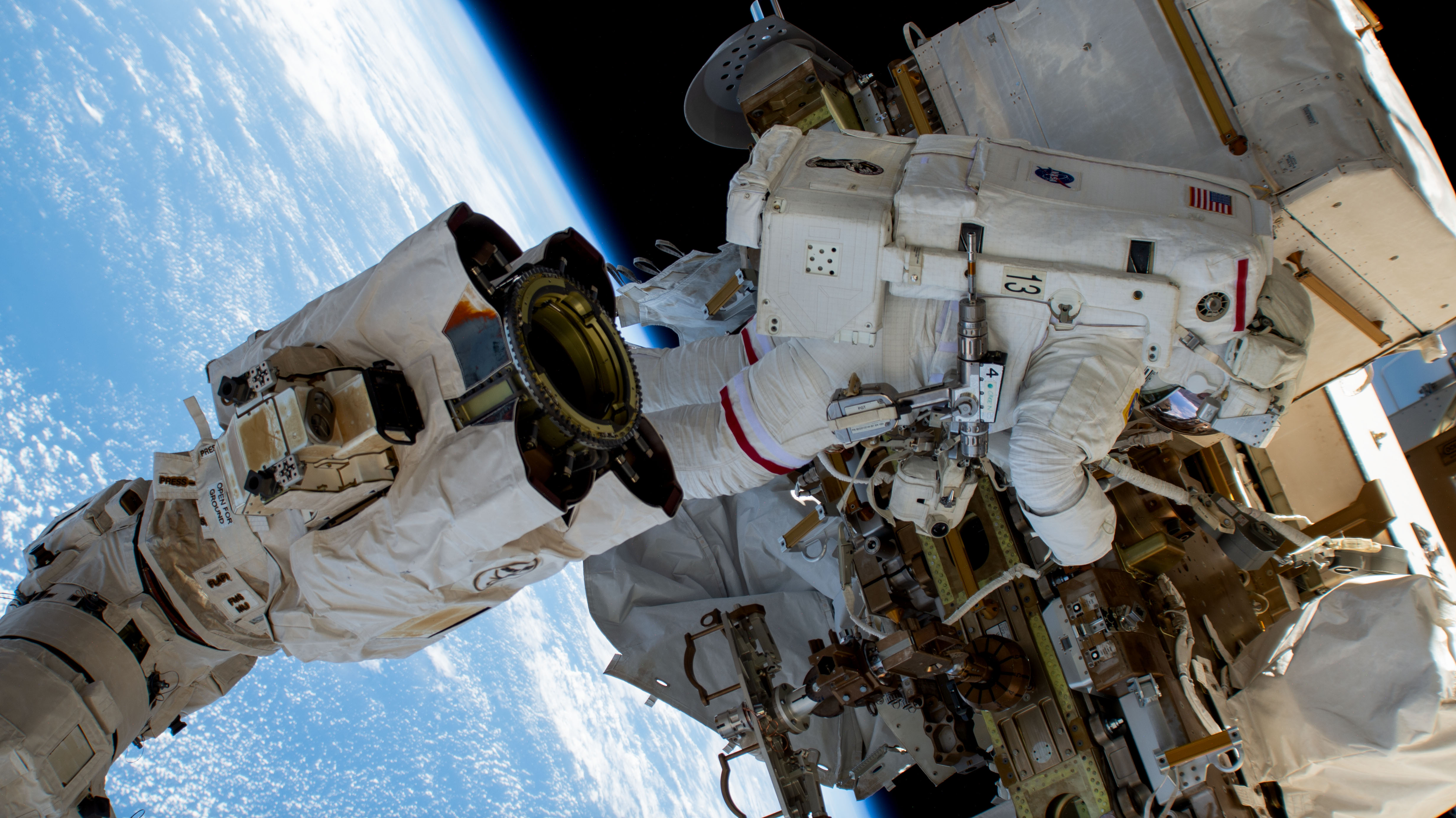
L'astronauta Sunita Williams durante l'EVA 3

### EVA 3 (US-92)
Il 30 gennaio 2025, gli astronauti Williams e Wilmore svolsero la terza attività extraveicolare dell'Expedition 72, volta alla rimozione di un gruppo di antenne a radiofrequenza (RFG), alla collezione di campioni di materiale della superficie esterna del complesso orbitale da analizzare per verificare la possibile presenza di microrganismi, e alla preparazione di un giunto di riserva per il braccio robotico Canadarm2 nel caso fosse necessario sostituirlo.

### Undocking della Progress MS-28
Il 25 febbraio 2025 la navicella cargo Progress MS-28, carica di rifiuti, eseguì un undocking dal modulo Zvezda della ISS per lasciare la ISS. Nello stesso giorno accese i propulsori per rientrare in atmosfera e distruggersi sopra l'oceano pacifico.

### Lancio e docking della Progress MS-30
Il 27 febbraio 2025 il lanciatore Sojuz-2.1a con a bordo il veicolo cargo Progress MS-30 venne lanciato dal Cosmodromo di Bajkonur. Trasportava circa 2.599 kg di carico, tra cui 1.179 kg di attrezzature per la ISS, 950 kg di carburante, 420 kg di acqua potabile, 50 kg di azoto e una nuova tuta spaziale Orlan-MKS n.6 per le attività extraveicolari. Il carico comprendeva anche kit per esperimenti scientifici come Aseptic, Biodegradation, Virtual, Cascade, Lazma, Mirage, Neuroimmunity e Photobioreactor. Dopo un viaggio di due giorni, Progress MS-30 eseguì un docking automatico al modulo Zvezda.

### Cambio di comando Williams – Ovčinin
Il 7 marzo 2025, in vista del rientro della SpaceX Crew-9, la comandante della Stazione spaziale internazionale Sunita Williams passò il comando della ISS al cosmonauta russo Aleksej Ovčinin per il resto della missione Expedition 72. Fu la seconda volta che Ovčinin ricopriva il ruolo di comandante della ISS durante la sua carriera.

### Lancio e docking della SpaceX Crew-10
Il 14 marzo 2025 il veicolo con equipaggio Crew Dragon Endurance per la missione SpaceX Crew-10 venne lanciato dalla rampa 39A del Kennedy Space Center. L'equipaggio era composto dal comandante Anne McClain, dal pilota Nichole Ayers e dagli specialisti di missione Takuya Onishi e Kirill Peskov. Poco più di un giorno dopo, Endurance eseguì un docking automatico al modulo Harmony.

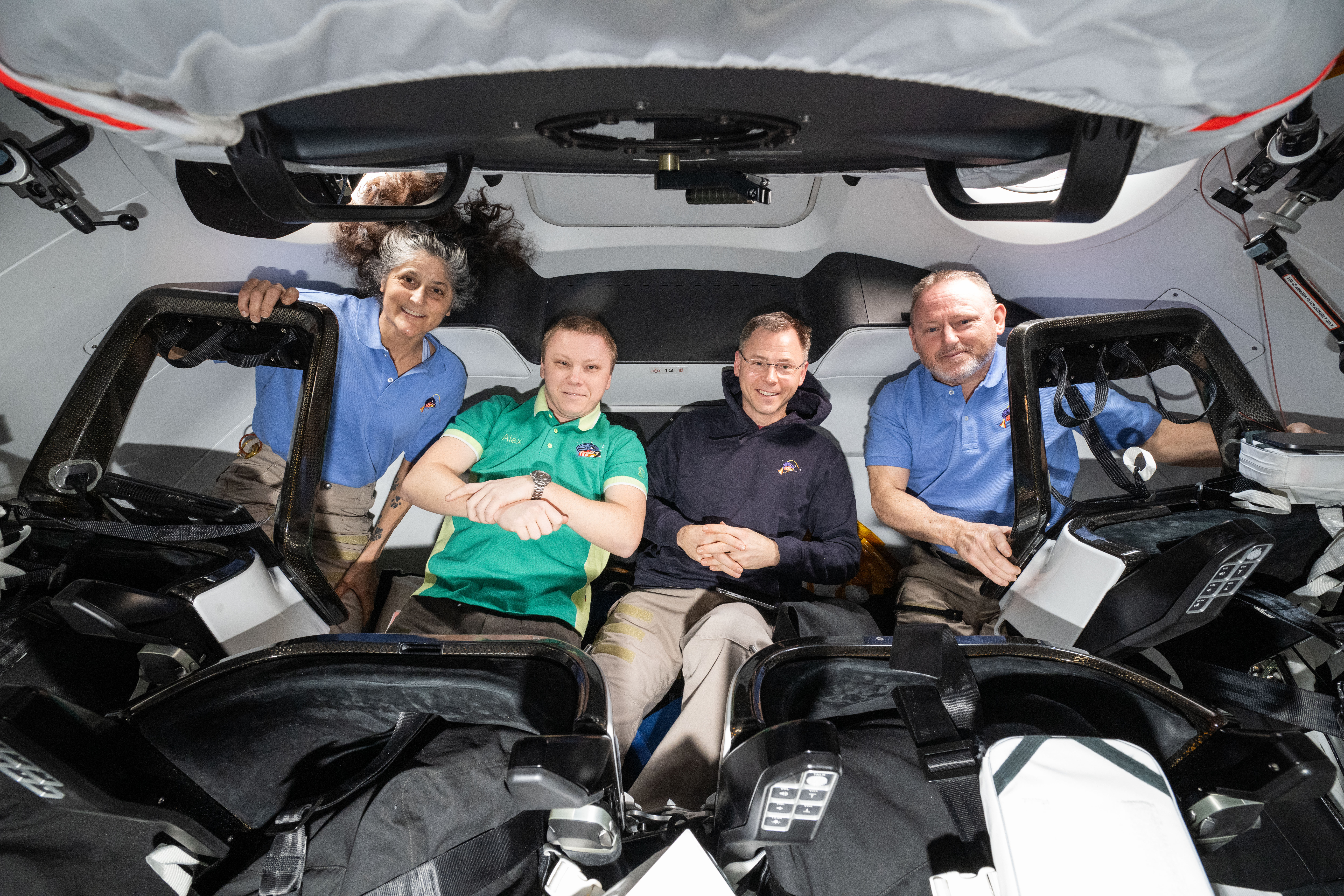
L'equipaggio della Crew-9 nella Crew Dragon Freedom. Da sx: Williams, Gorbunov, Hague e Wilmore

### Undocking della SpaceX Crew-9
Due giorni dopo, il 18 marzo 2025, concluso l'handover con la Crew-10, la Crew Dragon Freedom della missione SpaceX Crew-9 con il suo equipaggio eseguì l'undocking dal modulo Harmony. L'equipaggio era composto dal comandante Hague e gli specialisti di missione Gorbunov, Wilmore e Williams. Williams e Wilmore avrebbero dovuto trascorrere appena dieci giorni per la missione di collaudo CFT della navicella CST-100 Starliner di Boeing ma, a causa di diversi guasti al veicolo, venne deciso che sarebbero tornati a bordo della Crew-9 dopo una missione estesa di nove mesi. L'ammaraggio avvenne circa 15 ore dopo l'undocking nel golfo del Messico.

### Unberthing della Cygnus NG-21
Dopo 237 giorni di missione, il 28 marzo 2025, i controllori di volo eseguirono un unberthing della navetta cargo Cygnus NG-21 (S.S. Richard "Dick" Scobee) di Northrop Grumman con l'ausilio del braccio robotico Canadarm2. Due giorni dopo essersi allontanata dalla ISS rientrò in modo distruttivo nell'atmosfera terrestre sopra l'oceano pacifico.

### Lancio e docking Sojuz MS-27
L'8 aprile 2025 la navetta Sojuz MS-27 con il suo equipaggio, composto dal comandante Sergej Ryžikov e degli ingegneri di volo Alekej Zubrickij e Jonathan Kim, venne lanciata dal Cosmodromo di Bajkonur. Tre ore dopo, la navicella eseguì un docking automatico al boccaporto Prichal della ISS.

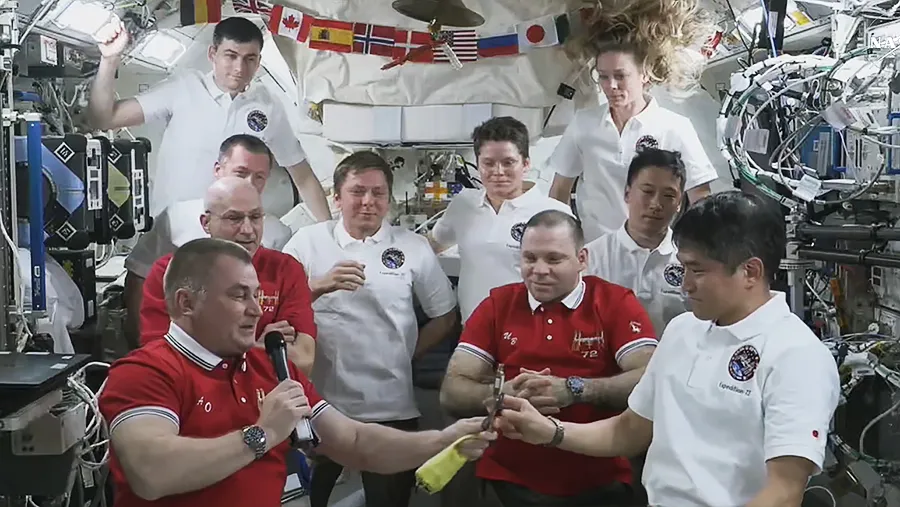
Cambio di comando Ovčinin – Onishi

### Cambio di comando Ovčinin – Onishi
In vista del suo rientro sulla Terra, il 18 aprile 2025 il secondo comandante dell'Expedition 72 della Stazione spaziale internazionale, Aleksej Ovčinin, passò il comando della ISS per l'Expedition 73 all'astronauta giapponese Takuya Ōnishi. Fu la prima volta che Ōnishi ricopriva il ruolo di comandante della ISS e la terza volta per un astronauta giapponese.

### Undocking della Sojuz MS-26
Il 19 aprile 2025, la navetta Sojuz MS-26 con a bordo con il comandante Ovčinin e gli ingegneri di volo Vagner e Pettit lasciò la ISS dopo 220 giorni di missione. Atterrarono qualche ora dopo nelle steppe del Kazakistan. Con l'undocking della Sojuz MS-26 si concluse l'Expedition 72, dando inizio all'Expedition 73 sotto il comando di Onishi.

## Esperimenti
L'equipaggio dell'Expedition 72 condusse centinaia di esperimenti scientifici in diversi campi scientifici. Di seguito sono riportati alcuni di questi esperimenti.

### Attività educative e culturali
- Nanolab Astrobeat: verifica la fattibilità della saldatura a freddo in microgravità per riparare dall'interno danni agli scafi delle navicelle causati da micrometeoriti o detriti, confrontando patch in alluminio e rame con prove a Terra per possibili applicazioni spaziali e industriali.

### Biologia e biotecnologia
- ADSEP-PIL: migliora la qualità dei cristalli proteici e molecolari per uso farmaceutico grazie alla microgravità, ottenendo strutture più pure e stabili rispetto a quelle prodotte sulla Terra.
- ADSEP-PIL-02: analizza la cristallizzazione di proteine e la dinamica dei fluidi in microgravità per sviluppare farmaci più efficaci, includendo studi su lisozima, complessi proteici e insulina.
- ADSEP-PIL-04: verifica e ottimizza le tecnologie di cristallizzazione in microgravità per ottenere proteine più pure, con applicazioni farmaceutiche e possibili produzioni di medicinali direttamente nello spazio.
- ADSEP-PIL-07: esplora la cristallizzazione in microgravità di un farmaco sperimentale contro artrite reumatoide e tumori ossei per migliorarne purezza, efficacia e sicurezza, con potenziali benefici anche per la salute degli astronauti.
- Arthrospira C: studia la crescita e l'adattamento della Spirulina in microgravità per valutare il suo utilizzo in sistemi di supporto vitale autonomi, monitorando la produzione di ossigeno e biomassa durante due mesi e mezzo di coltivazione a bordo della ISS. I risultati potranno contribuire allo sviluppo di colture algali efficienti per missioni di lunga durata e alla produzione di alimenti funzionali anche sulla Terra.
- ARTEMOSS: analizza come la combinazione di radiazioni cosmiche ionizzanti e microgravità influisca sulla crescita e sull'espressione genica del muschio estremofilo Ceratodon purpureus. Lo scopo è capire come le piante possano adattarsi a condizioni spaziali estreme per un futuro utilizzo nei sistemi di supporto vitale.
- BioNutrients: valuta un sistema per produrre in situ di nutrienti essenziali, come la zeaxantina, usando lieviti geneticamente modificati in pacchetti attivabili a bordo della ISS. La tecnologia mira a garantire un apporto nutrizionale stabile in missioni di lunga durata e in contesti terrestri con risorse limitate.
- MeF-1: studia come microgravità e radiazioni cosmiche influenzano lo sviluppo e la funzione dei megacariociti, cellule produttrici di piastrine, per capire i rischi di trombosi e infiammazione negli astronauti e sviluppare applicazioni mediche terrestri.
- MHU-9: analizza se l'attivazione del fattore Nrf2 possa proteggere topi geneticamente modificati dagli effetti dannosi di microgravità e radiazioni, con possibili ricadute nella prevenzione di malattie degenerative legate all'invecchiamento.
- MULTI-TROP: valuta se acqua o nutrienti possano guidare la crescita delle radici in assenza di gravità, per sviluppare sistemi di coltivazione efficienti nello spazio e ottimizzare l'agricoltura in condizioni difficili sulla Terra.
- Rhodium Biomanufacturing 03: studia l'uso di batteri e lieviti ingegnerizzati per la produzione di cibo, farmaci e materiali in condizioni di gravità variabile, con l'obiettivo di creare processi bioproduttivi stabili per missioni spaziali autosufficienti.
- Rhodium Plant LIFE: analizza come microgravità e diversi livelli di radiazione influenzano lo sviluppo radicale di Arabidopsis thaliana con lo scopo di ottimizzare la coltivazione di piante nello spazio e in ambienti terrestri difficili.

### Ricerca umana
- Biodegradatsiya: monitora la colonizzazione microbica sulle superfici del Segmento orbitale russo della ISS, identificando specie potenzialmente dannose per i materiali e la salute degli astronauti. I dati supportano lo sviluppo di strategie per prevenire e contenere la crescita microbica in microgravità.
- Bone on ISS: analizza perdita e recupero osseo negli astronauti prima, durante e dopo la missione, integrando dati medici e biochimici in un modello digitale per prevedere cambiamenti scheletrici e ottimizzare contromisure in orbita e terapie sulla Terra.
- Fluid Shifts: studia lo spostamento dei fluidi corporei verso la parte superiore del corpo in microgravità e il suo legame con problemi visivi e pressione intracranica, usando la tuta russa Chibis per simulare la gravità e riequilibrare la distribuzione dei fluidi.
- Muscle Stimulation: indaga l'uso dell'elettrostimolazione neuromuscolare per ridurre la perdita di massa e forza muscolare in microgravità, offrendo potenziali benefici anche per riabilitazione e prevenzione della sarcopenia sulla Terra.
- Portable Pulmonary Function System: dispositivo che misura simultaneamente sei gas respiratori in microgravità, fornendo dati dettagliati sulla funzione polmonare e parametri cardiovascolari per migliorare il monitoraggio della salute degli astronauti e sviluppare applicazioni mediche terrestri.
- Thigh Cuff: valuta l'uso di fasce compressive sulle cosce per ridurre lo spostamento di fluidi verso la testa in microgravità al fine di prevenire problemi oculari negli astronauti e trovando applicazioni mediche terrestri.
- Virtual: studia gli effetti della microgravità sul sistema vestibolare e sul controllo visivo con applicazioni nella preparazione astronauti, nello sport di alto livello e nel trattamento di disturbi dell'equilibrio terrestri.

### Scienze della Terra e dello spazio
- BTN-Neutron - ISS: misura flusso e distribuzione dei neutroni veloci e termici in orbita, soprattutto durante eruzioni solari, per migliorare i modelli di radiazione spaziale e la protezione degli astronauti in missioni di lunga durata.
- CODEX: analizza temperatura, velocità e densità del vento solare dalla ISS per capire i meccanismi che lo scaldano e accelerano, migliorando le previsioni del meteo spaziale e la protezione delle tecnologie terrestri.
- NICER/SEXTANT: studia le stelle di neutroni in raggi X per approfondire la fisica della materia densa e dimostra un sistema di navigazione autonoma nello spazio che utilizza le pulsazioni regolari dei pulsar, con benefici sia scientifici sia tecnologici.
- Plant Water Management 5 e 6: esplora tecniche basate su forze capillari per fornire acqua e ossigeno alle radici delle piante in microgravità con l'obiettivo di migliorare i sistemi di coltivazione nello spazio e in ambienti terrestri estremi.
- Uragan-Vizual: utilizza osservazioni dalla ISS per monitorare disastri naturali e impatto antropico, fornendo dati per analizzare frane, incendi, cambiamenti climatici e inquinamento luminoso.

### Scienze fisiche
- ADSEP-MOF: studia come la microgravità influenzi la crescita dei cristalli di framework organico-metallico, eliminando difetti causati dalla gravità e migliorando le prestazioni per applicazioni elettroniche avanzate.
- Bimodal Colloid: studia in microgravità il comportamento dei gel colloidali composti da particelle di dimensioni diverse, analizzando gelificazione, crescita delle particelle e collasso strutturale, per sviluppare modelli predittivi utili a migliorare applicazioni industriali e spaziali.
- Euro Material Ageing (EMA): valuta gli effetti dello spazio su materiali e molecole organiche per migliorare la progettazione di missioni e sviluppare nuove tecnologie terrestri ad alte prestazioni.
- MaRVIn-TABOOS: esamina in microgravità la migrazione delle particelle in un fluido sottoposto a gradiente termico, fornendo dati per nuove tecnologie di separazione e diagnosi di patogeni.
- MSL SCA-Batch3a-ESA: esamina in microgravità i processi di solidificazione delle leghe metalliche per comprendere meglio crescita dendritica e transizioni strutturali, migliorando la produzione di materiali leggeri e ad alte prestazioni.
- Plasma Kristall-4: analizza in microgravità il comportamento dei plasmi complessi e la formazione di cristalli di plasma, fornendo dati utili per la comprensione di fenomeni spaziali e per applicazioni tecnologiche in elettronica, materiali e medicina.
- SoFIE: programma che studia la combustione di materiali solidi in microgravità per migliorare prevenzione, gestione e sicurezza antincendio nello spazio, con benefici anche per la comprensione della combustione terrestre.
- SUBSA-InSPA-SSCug: esplora la crescita di cristalli semiconduttori-semetallici in microgravità per ottenere materiali più puri e uniformi, aprendo la strada a nuove tecnologie elettroniche e all’economia orbitale.

### Sviluppo e dimostrazione di tecnologie
- Astrobee-REACCH: sperimenta un sistema di cattura basato su bracci tentacolari adesivi montato sul robot Astrobee per afferrare oggetti di diversa forma e superficie in microgravità. Questa tecnologia potrebbe rivoluzionare la gestione dei detriti spaziali e le operazioni di manutenzione in orbita.
- MGST: testa un nuovo filtro anti-intasamento per sistemi di raffreddamento spaziali, capace di separare e trattenere detriti solidi, migliorando l'affidabilità delle missioni e trovando applicazioni in impianti industriali complessi sulla Terra.
- NAVCOM: sviluppa e testa un sistema di navigazione e comunicazione alternativo al GNSS per missioni lunari, basato su ricevitori SDR e segnali trasmessi da stazioni di superficie, per garantire posizionamento preciso e affidabile nello spazio profondo.